# Spathuliger decoratus
Spathuliger decoratus là một loài bọ cánh cứng trong họ Cerambycidae.